# Посольство Ирландии в России
Посо́льство Ирла́ндии в Росси́йской Федера́ции (англ. Embassy of Ireland in the Russian Federation, ирл. Ambasáid na hÉireann i gCónaidhm na Rúise) — дипломатическая миссия Ирландии в Российской Федерации, расположена в Москве в Мещанском районе в Грохольском переулке.
- Адрес посольства: 115127 Москва, Грохольский переулок, 5.

- Посол Ирландии в Российской Федерации — его превосходительство господин Джулиан Эндрю Клэр.
- Индекс автомобильных дипломатических номеров посольства — 037.

## Аккредитация
Посольство представляет интересы Ирландии в следующих странах.
- Казахстан
- Киргизстан
- Таджикистан
- Туркменистан
- Узбекистан

## Послы Ирландии в СССР и России
- Нед Бреннан (1974—1981)
- Патрик Мёрфи (1981—1985)
- Тайг О'Салливан (1985—1987)
- Чарльз Виктор Уилан (1987—1989)
- Патрик Маккейб (1990—1995)
- Ронан Мёрфи (1995—1999)
- Дэвид Донохью (1999—2001)
- Джеймс Энтони Шарки (2001—2003)
- Джастин Харман (2003—2009)
- Филип Макдона (2009—2013)
- Оун Финбар О'Лири (2013—2015)
- Эдриан Макдэйд (2015—2019)
- Брайан Макэлдафф (2019—2024)
- Джулиан Эндрю Клэр (с 2024)